# Леуварден
Леуварден (нід. Leeuwardenⓘ, фриз. Ljouwert [ˈʎɔːw(ə)t], Лейварден, Льовет, Леварден, фриз. Liwwadden) — місто на півночі Нідерландів, адміністративний центр провінції Фрисландія з населенням близько 100 тисяч осіб.

## Назва
Нідерландська назва міста Leeuwarden або її давніші варіанти написання (в українській мові також вживають варіанти Лейварден, Леварден, Леуварден) вперше була вжита щодо селища Неєгове (Nijehove) — найбільшого з трьох сіл, що зрослися в єдине поселення на початку IX століття (Villa Lintarwrde').

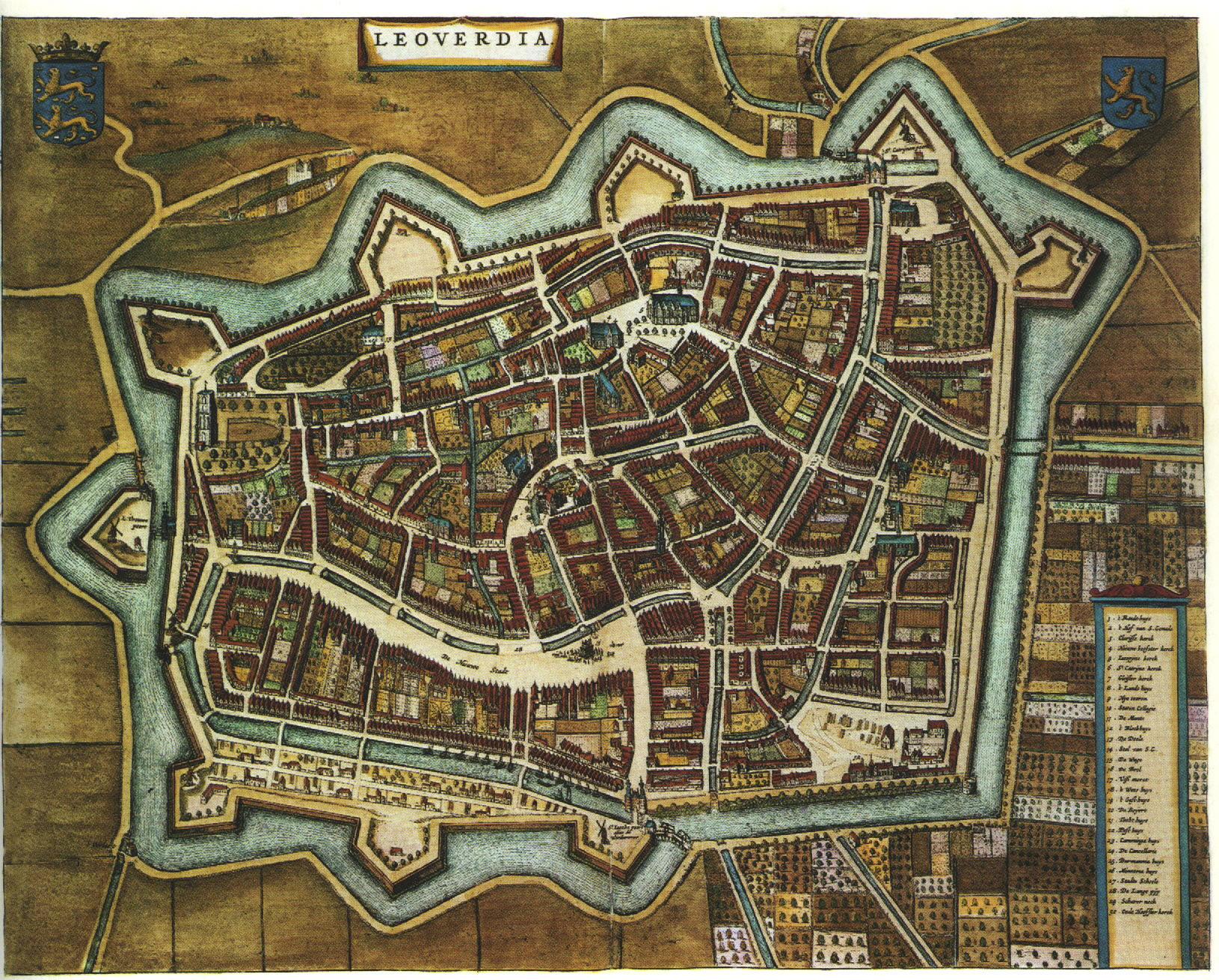
Історична мапа Льовета

Щодо етимології топоніму досі немає єдиної думки. Історик та архівіст Вопке Екгоф навів понад 200 різних варіантів написання, з-поміж яких Leeuwarden (нід.), Liwwadden (міська фризька розмовна) та Ljouwert (західнофризькою) досі у вжитку.
Другий склад пояснюється легко. Warden — фризьке та нідерландське слово на позначення насипу від повеней, означає також поселення на них, що цілком узгоджується з історичними фактами.
Проблемою залишається префікс, який можна витлумачити як lee або leeuw- (нід. лев). Деякі вчені схиляються до останнього, додатковим щодо цього аргументом є лев на гербі міста. Однак у цьому разі назва міста повинна була б мати ще одну літеру «W». Крім того, слід зазначити, що левів у Фрисландії ніколи не було. Інші вчені стверджують, що назва походить від префікса leeu-, видозмінений luw- (нід. «захищений») або lee- (нідерландською «рух води»). Останнє узгоджується з великою кількістю води у провінції. У такому разі «схожий за написанням» лев на міському гербі міг з'явитися вже після того, як назва стала офіційною.

## Історія

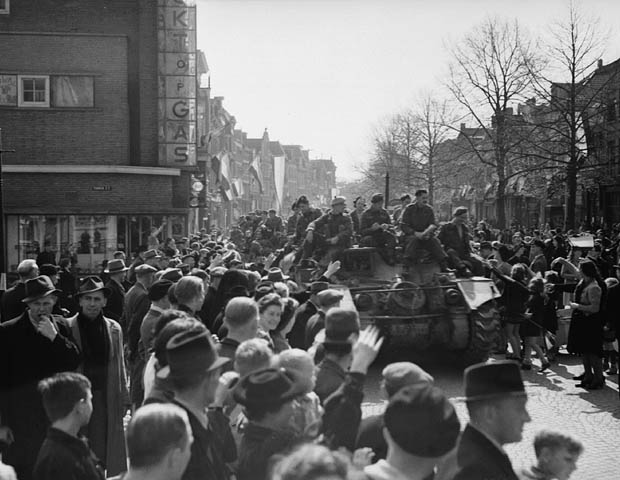
Містяни Льовета вітають Канадську армію (16 квітня 1945 року)

Історія міста починається у X столітті. Однак нещодавні розкопки біля вежі Олдегове виявили залишки будівель, що датуються II століттям н. е.
У 1435 році Лейварден здобув міське право. Розташувавшись вздовж гирла річки Боарн, він був жвавим центром торгівлі до того часу, як русло річки замулилось у XV столітті.
Станом на 1901 рік чисельність населення Леувардена становила 32 203 осіб.
Під час Другої світової війни, після тривалого перебування міста під німецькою владою, 15 квітня 1945 року Королівські канадські драгуни, не дочекавшись офіційного наказу, захопили його й здобули блискавичну перемогу над німцями, які вже наступного дня були повністю вибиті з Леувардена.

## Клімат
| Клімат Леувардена (1991−2020 середні, екстремуми з 1951 року) | Клімат Леувардена (1991−2020 середні, екстремуми з 1951 року) | Клімат Леувардена (1991−2020 середні, екстремуми з 1951 року) | Клімат Леувардена (1991−2020 середні, екстремуми з 1951 року) | Клімат Леувардена (1991−2020 середні, екстремуми з 1951 року) | Клімат Леувардена (1991−2020 середні, екстремуми з 1951 року) | Клімат Леувардена (1991−2020 середні, екстремуми з 1951 року) | Клімат Леувардена (1991−2020 середні, екстремуми з 1951 року) | Клімат Леувардена (1991−2020 середні, екстремуми з 1951 року) | Клімат Леувардена (1991−2020 середні, екстремуми з 1951 року) | Клімат Леувардена (1991−2020 середні, екстремуми з 1951 року) | Клімат Леувардена (1991−2020 середні, екстремуми з 1951 року) | Клімат Леувардена (1991−2020 середні, екстремуми з 1951 року) | Клімат Леувардена (1991−2020 середні, екстремуми з 1951 року) |
| Показник                                                      | Січ.                                                          | Лют.                                                          | Бер.                                                          | Квіт.                                                         | Трав.                                                         | Черв.                                                         | Лип.                                                          | Серп.                                                         | Вер.                                                          | Жовт.                                                         | Лист.                                                         | Груд.                                                         | Рік                                                           |
| Абсолютний максимум, °C                                       | 13,1                                                          | 16,7                                                          | 23,7                                                          | 27,6                                                          | 29,6                                                          | 33,1                                                          | 34,8                                                          | 33,5                                                          | 30,2                                                          | 25,5                                                          | 18,2                                                          | 14,2                                                          |                                                               |
| Середній максимум, °C                                         | 5,3                                                           | 5,9                                                           | 9,1                                                           | 13,2                                                          | 16,5                                                          | 19,1                                                          | 21,4                                                          | 21,6                                                          | 18,5                                                          | 14,0                                                          | 9,2                                                           | 6,1                                                           | 13,3                                                          |
| Середня температура, °C                                       | 3,1                                                           | 3,2                                                           | 5,5                                                           | 8,8                                                           | 12,2                                                          | 15,0                                                          | 17,3                                                          | 17,4                                                          | 14,5                                                          | 10,7                                                          | 6,7                                                           | 3,9                                                           | 9,9                                                           |
| Середній мінімум, °C                                          | 0,5                                                           | 0,3                                                           | 1,9                                                           | 4,2                                                           | 7,6                                                           | 10,5                                                          | 12,9                                                          | 12,9                                                          | 10,5                                                          | 7,2                                                           | 3,9                                                           | 1,2                                                           | 6,1                                                           |
| Абсолютний мінімум, °C                                        | −19,9                                                         | −20,9                                                         | −16,3                                                         | −6,6                                                          | −3                                                            | 1,3                                                           | 5,5                                                           | 5,4                                                           | 1,7                                                           | −6,5                                                          | −14,2                                                         | −19,2                                                         |                                                               |
| Середня кількість сонячних годин на місяць                    | 68,0                                                          | 94,2                                                          | 149,9                                                         | 201,2                                                         | 231,5                                                         | 209,2                                                         | 226,1                                                         | 206,5                                                         | 155,6                                                         | 118,4                                                         | 67,2                                                          | 61,4                                                          | 1789,2                                                        |
| Норма опадів, мм                                              | 68.6                                                          | 55.5                                                          | 49.1                                                          | 39.1                                                          | 54.5                                                          | 69.9                                                          | 77.7                                                          | 93.7                                                          | 82.3                                                          | 79.6                                                          | 77.9                                                          | 81.5                                                          | 829.4                                                         |
| Вологість повітря, %                                          | 89.0                                                          | 86.9                                                          | 83.3                                                          | 79.3                                                          | 78.4                                                          | 79.6                                                          | 80.1                                                          | 80.9                                                          | 84.1                                                          | 86.6                                                          | 90.1                                                          | 90.3                                                          | 84.0                                                          |
| ------------------------------------------------------------- | ------------------------------------------------------------- | ------------------------------------------------------------- | ------------------------------------------------------------- | ------------------------------------------------------------- | ------------------------------------------------------------- | ------------------------------------------------------------- | ------------------------------------------------------------- | ------------------------------------------------------------- | ------------------------------------------------------------- | ------------------------------------------------------------- | ------------------------------------------------------------- | ------------------------------------------------------------- | ------------------------------------------------------------- |
| Джерело: Королівський нідерландський інститут метеорології    |                                                               |                                                               |                                                               |                                                               |                                                               |                                                               |                                                               |                                                               |                                                               |                                                               |                                                               |                                                               |                                                               |

## День доміно
Починаючи з 1986 року в Леувардені відбувається «День доміно». У цей день встановлюються рекорди світу за кількістю впалих кісточок доміно. Учасники заходу будують з кісточок доміно ряди, які потім падають, показуючи принцип доміно. Останній рекорд світу був встановлений у 2009 році, коли кількість повалених кісточок склала 4 491 863/

## Культурна столиця Європи
У 2018 році Леуварден та столиця Мальти Валлетта отримали статус «Культурних столиць Європи-2018». У нідерландському Леувардені проєкт «Культурна столиця Європи» перетворився на соціальний експеримент. За допомогою культури та мистецтва у столиці регіону Фрисландія вирішили розробити концепцію відкритого суспільства (фризькою — «iepen mienskip»). У рамках численних виставок, майстер-класів та перформансів мають порушуватися такі непрості теми, як сталий розвиток, розмаїття та соціальна нерівність. «Ми ризикнемо зробити те, що ще ніколи не робили в такому масштабі та на такому рівні», — повідомляв офіційний сайт культурної столиці Європи «Луеварден-Фрисландія 2018». Численні елементи програми «Культурної столиці» прямо стосуються сільського господарства — ключового сектора економіки регіону. У рамках проєкту Farm of the World (з англійської — «Світова ферма») на давно закинутій селянській ділянці одночасно вирощували біоовочі та презентували мистецькі витвори, вироблені з вторинних матеріалів. Музична театральна вистава «Загублені в теплиці», яку демонстрували в рамках проєкту, розповідає історію дружби між фризами та поляками, які працюють на сільськогосподарських полях регіону, порушуючи, у такий спосіб, водночас як тему сталого розвитку, так і інтеграції.

## Культура і пам'ятки
До числа найвідоміших історико-культурних пам'яток Лейвардена належать:

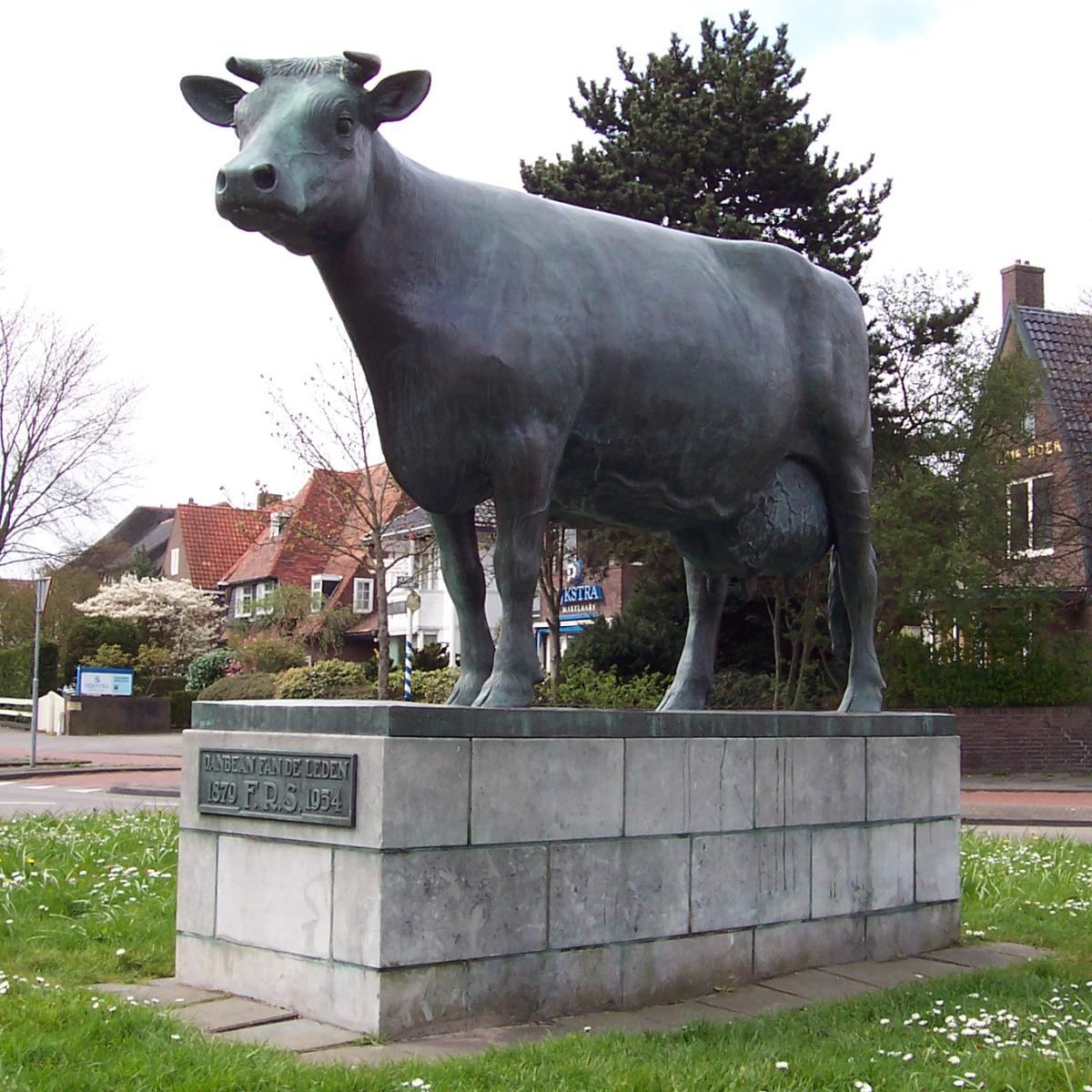
Льоветський пам'ятник корові

- будівля колишньої канцелярії (Kanselarij);
- старий міський ринок (Waag);
- церква святого Боніфація;
- падаюча вежа Олдехове.

У 1954 році в місті було встановлено пам'ятник, що став однією з найбільших туристичних атракцій Льовета — на честь корови. На постаменті монумента викарбували лаконічний напис: «Ус мем» — «Наша мама».
Починаючи від 1986 року в Лейвардені, щоб продемонструвати принцип доміно, проводиться «День доміно». У цей день встановлюються рекорди світу за кількістю впалих кісточок доміно. Учасники заходу будують з кісточок доміно ряди, які потім падають, показуючи принцип доміно. Останній рекорд світу був встановлений у 2009 році, коли кількість повалених кісточок склала 4 491 863.

## Відомі люди
- Вільгельм IV Оранський (1711—1751) — принц Оранський і Нассауський, барон Бреди, штатгальтер Фрисландії та Гронінгена (1711—1747), Гелдерланду та Оверейселу (1722—1747), Голландії, Зеландії та Утрехта (1747), 1-й генеральний штатгальтер Республіки Об'єднаних провінцій (1747—1751).
- Мата Харі (1876—1917) — танцюристка і куртизанка, що стала однією з найславетніших шпигунок (доба І Світової війни).
- Ян Слауергофф (1898—1936) — поет, прозаїк, перекладач, корабельний лікар, один з найбільших письменників нідерландської літератури XX століття.
- Мауріц Корнеліс Ешер (1898—1972) — художник-графік, відомий своїми оригінальними концептуально-психологічними літографіями, гравюрами на дереві й металі.
- Еллен Коой (1962) — голландська художниця та фотограф, відома своїми постановочними фотографіями.